# 利州
利州（りしゅう）は、中国にかつて存在した州。

## 広元の利州
本節では、南北朝時代から宋代にかけて、現在の四川省広元市一帯に設置された利州について述べる。
北魏により設置された西益州を前身とする。536年（南朝梁の大同2年）、南朝梁が西魏を攻撃し、西益州を奪い、黎州と改称された。553年（西魏の廃帝2年）、西魏が蕭紀を攻撃し、黎州を奪い、利州と改称された。
隋初には、利州は4郡8県を管轄した。583年（開皇3年）、隋が郡制を廃すると、利州の属郡は廃止された。605年（大業元年）、沙州が廃止され、旧平興郡の地域が統合されて、利州は11県を管轄した。607年（大業3年）に州が廃止されて郡が置かれると、利州は義城郡と改称され、下部に7県を管轄した。隋代の行政区分に関しては下表を参照。
| 隋代の行政区画変遷 | 隋代の行政区画変遷          | 隋代の行政区画変遷 | 隋代の行政区画変遷 | 隋代の行政区画変遷 | 隋代の行政区画変遷   | 隋代の行政区画変遷 | 隋代の行政区画変遷                               |
| 区分               | 開皇元年                    | 開皇元年           | 開皇元年           | 開皇元年           | 開皇元年             | 区分               | 大業3年                                          |
| ------------------ | --------------------------- | ------------------ | ------------------ | ------------------ | -------------------- | ------------------ | ------------------------------------------------ |
| 州                 | 利州                        | 利州               | 利州               | 利州               | 沙州                 | 郡                 | 義城郡                                           |
| 郡                 | 晋寿郡                      | 新巴郡             | 恩金郡             | 宋熙郡             | 平興郡               | 県                 | 綿谷県 益昌県 義城県 葭萌県 嘉川県 歧坪県 景谷県 |
| 県                 | 興安県 益昌県 義城県 晋安県 | 新巴県             | 恩金県             | 嘉川県 歧坪県      | 平興県 白水県 魚盤県 | 県                 | 綿谷県 益昌県 義城県 葭萌県 嘉川県 歧坪県 景谷県 |

618年（武徳元年）、唐により義城郡は利州と改められた。742年（天宝元年）、利州は益昌郡と改称された。758年（乾元元年）、益昌郡は利州と改称された。利州は山南西道に属し、綿谷・胤山・嘉川・葭萌・益昌・景谷の6県を管轄した。
宋のとき、利州は利州路に属し、綿谷・葭萌・嘉川・昭化の4県を管轄した。
1277年（至元14年）、元により広元路が置かれた。広元路は四川等処行中書省に属し、綿谷・昭化の2県と保寧府と剣州・竜州・巴州・沔州の4州を管轄した。
明のとき、利州衛が置かれ、四川都司に属した。

## 遼寧の利州
本節では、現在の遼寧省朝陽市にあった利州について述べる。998年（統和16年）、遼により利州が置かれた。利州は中京大定府に属し、阜俗県1県を管轄した。
金のとき、利州は北京路に属し、阜俗・竜山の2県と蘭州寨と漆河鎮を管轄した。

## 広西の利州
本節では、現在の広西チワン族自治区にあった土司の利州について述べる。宋のとき、利州が建てられ、横山寨に属した。元代も宋制を引き継いだ。利州は岑姓の土官が統治しており、洪武年間に明に帰順し、知州の任を受けた。1427年（宣徳2年）、知州の岑顔が頭目の羅嚮を北京に派遣して馬を朝貢した。正統年間、岑顔は泗城州の岑豹と激しく抗争した。1523年（嘉靖2年）、利州は泗城州に併合された。